# 姫路白なめし革細工
姫路白なめし革細工（ひめじしろなめしかわざいく）は、兵庫県の県指定伝統工芸品。同県姫路市で生産される植物油によるなめし革の加工品。牛皮を材料とし、なめした革は薄乳白色（薄いベージュ）を呈す。略称は「姫路革（ひめかわ）」。
非常にしばしば「姫革細工」「姫路白革」と称される製品と混同されるが、それらは化学処理により白色に加工されたものであり、別物であることに注意が必要である（2010年3月時点で、複数の販売店に問い合わせた際、白色の製品をもって県指定の伝統工芸品と称するところがほとんどだった。）。

## 由来
「白靼」、「越靼」、「古志靼」の異名をもって知られた。越、古志は、出雲国古志村（今の出雲市古志町）に因んだと推測されている。
『花田史志』に「神功皇后三韓征伐の際、連れ戻した者の中に熟皮術に長けるものあり。始め但馬の円山川にて試製せしも水質適さず。依って南下し播磨に入り市川にて試みたるに良好なる成績を顕したり、故に之れを師として其の技術を伝習したる高木村民にして姫路革の名を以って世に著はれたるなり」の記述がある。「市川」とは姫路市東部を流れる市川のことを指すと思われる。
これらより朝鮮半島由来の技術が姫路で発展、独自の製法と製品を確立するに至ったと推測される。
植物タンニンなめしやクロムなめしの手法がなかった江戸時代以前には、全国各地で各方面に広く使用されたが、明治以降に欧米から導入された両手法に押され、現在では土産物として姫路市内で扱われる程度となっている。その土産物も、前述のように本来の油なめし革ではなく色も異なる別物が幅をきかせている。

## 製法
1. 原料の成牛皮を塩漬けにする。
2. 塩漬けにした皮を数日間河川に浸し、微生物の作用によって毛根をゆるめる。
3. 刃物により毛をこそぎおとす（脱毛する）。
4. 鉋で肉面を梳き、皮の厚さを均一に近づける。
5. 天日乾燥する。
6. 塩となたね油を加えて空打ちし、さらに日光に晒しながらもみほぐす（なめす）。
7. 再度、天日乾燥する。
8. 細工しやすい形状に裁断する。
9. 以上の工程で製造された革をもとに、各種細工品に加工する。

## 参考
- 『ひめかわの伝統美』兵庫県立歴史博物館　ウニスガ印刷株式会社　平成2年・発行

企画展「ひめかわ（姫路革）の伝統美～意匠と技法～」に際して作成された。
- 「姫路白なめし革保存研究会」のＨＰ：http://www.shironameshi.com/qcms/index.php